# Kristoffer Jåfs
Kristoffer Jåfs (* 30. Juli 1980 in Vörå) ist ein aus Finnland stammender ehemaliger schwedischer Skispringer.

## Werdegang
Kristoffer Jåfs begann im Alter von 13 Jahren mit dem Skispringen, nachdem er zuvor den Alpinen Skisport betrieben hatte. Als Angehöriger der schwedischsprachigen Minderheit in Finnland war sein finnisch nicht gut genug um ein Sportgymnasium in Finnland zu besuchen, weshalb er ins schwedische Örnsköldsvik wechselte. Nachdem er zunächst zu nationalen Meisterschaften in Finnland reiste, nahm er schließlich die schwedische Staatsbürgerschaft an. Im Laufe seiner Karriere konnte er insgesamt sieben Mal schwedischer Meister werden.
In der Saison 1998/99 startete Jåfs erstmals im Weltcup. In dieser Saison verpasste er zwar meistens den zweiten Durchgang, konnte sich jedoch bei einigen Springen unter den besten Zwanzig platzieren. An der Nordischen Skiweltmeisterschaft 1999 in Ramsau nahm er ebenfalls teil und belegte von der Großschanze den 29. Platz, von der Normalschanze wurde er 41. In der folgenden Saison, 1999/2000, erreichte er bei keinem Weltcupspringen das Finale und konnte sich oft gar nicht für den Wettbewerb qualifizieren. Im Sommer 2000 nahm er am Sommer Grand Prix teil und konnte wieder bessere Ergebnisse erzielen und platzierte sich mehrfach unter den besten 15. Im Winter 2000/01 belegte er zumeist Plätze im Mittelfeld, kurz vor Saisonende, am 9. März 2001 konnte er in Trondheim mit einem vierten Platz das beste Ergebnis seiner Karriere feiern. Bei der Nordischen Skiweltmeisterschaft 2001 in Lahti war ein 18. Platz von der Normalschanze sein bestes Ergebnis. Im Winter 2001/2002 trat er neben dem Weltcup, in dem er stets um den Einzug in den zweiten Durchgang kämpfte, auch bei einem Springen des Continental Cups an. Im Sommer 2002 nahm er neben einigen Grand Prix-Springen auch an weiteren Continental Cups teil. Im Winter 2002/03 trat er jedoch wieder durchgängig im Weltcup an, wo ein 21. Platz in Willingen sein bestes Saisonergebnis wurde. Bei der Nordischen Skiweltmeisterschaft 2003 im Val di Fiemme belegte er den 33. und 34. Platz. Wegen einer Knieverletzung konnte er in der Saison 2003/04 bei keinem einzigen Wettbewerb antreten. Im Frühling 2004 gab er schließlich sein Karriereende bekannt.
Seine jüngere Schwester ist die Fußballerin Nora Jåfs, die bei Sunnanå SK in der Damallsvenskan spielt und bereits für die finnische U17-, U19- und U21-Nationalmannschaft antrat.

## Erfolge

### Weltcup-Platzierungen
| Saison  | Platz | Punkte |
| ------- | ----- | ------ |
| 1998/99 | 45.   | 061    |
| 2000/01 | 37.   | 107    |
| 2001/02 | 68.   | 009    |
| 2003/03 | 56.   | 027    |